# Géza Hoffmann
Géza Hoffmann (ur. 26 lutego 1929 w Hódmezővásárhely, zm. 18 kwietnia 2005 w Budapeszcie) – węgierski zapaśnik walczący w stylu wolnym. Olimpijczyk z Helsinek 1952, gdzie zajął dziesiąte miejsce w kategorii do 62 kg.
Czwarty na mistrzostwach świata w 1954 i szósty w 1957 roku.
Mistrz Węgier w 1951; drugi w 1950, 1957 i 1959 ; trzeci w 1953, 1958 i 1960, w stylu klasycznym. Pierwszy w 1950, 1951, 1953, 1954, 1955, 1957, 1958, 1959, 1960 i 1961; drugi w 1952 i 1956, w stylu wolnym.

## Letnie Igrzyska Olimpijskie 1952
| Konkurencja      | Rundy eliminacyjne   | Rundy eliminacyjne       | Rundy eliminacyjne    | Rundy eliminacyjne        | Klas. końcowa |
| Konkurencja      | Przeciwnik I         | Przeciwnik II            | Przeciwnik III        | Przeciwnik IV             | Miejsce       |
| ---------------- | -------------------- | ------------------------ | --------------------- | ------------------------- | ------------- |
| 62 kg styl wolny | Joseph Mewis (BEL) Z | Próspero Mammana (ARG) Z | Josiah Henson (USA) P | Risaburo Tominaga (JPN) P | 10.           |